# Santa María Cortijo
Santa María Cortijo è un comune del Messico, situato nello stato di Oaxaca.